# شیلروپ (دهانه)
شیلروپ یک دهانه برخوردی در ماه‌ است.

## دهانه‌های اقماری
این دهانه ۴ دهانه اقماری دارد.
| Schjellerup | عرض جغرافیایی | طول جغرافیایی | قطر          |
| ----------- | ------------- | ------------- | ------------ |
| H           | ۶۸.۵° N       | ۱۶۷.۴° E      | ۲۱.۰ کیلومتر |
| R           | ۶۸.۷° N       | ۱۵۲.۲° E      | ۵۴.۰ کیلومتر |
| J           | ۶۸.۱° N       | ۱۶۱.۴° E      | ۳۷.۰ کیلومتر |
| N           | ۶۶.۶° N       | ۱۵۴.۳° E      | ۳۸.۰ کیلومتر |